# Bundesmustersiedlung

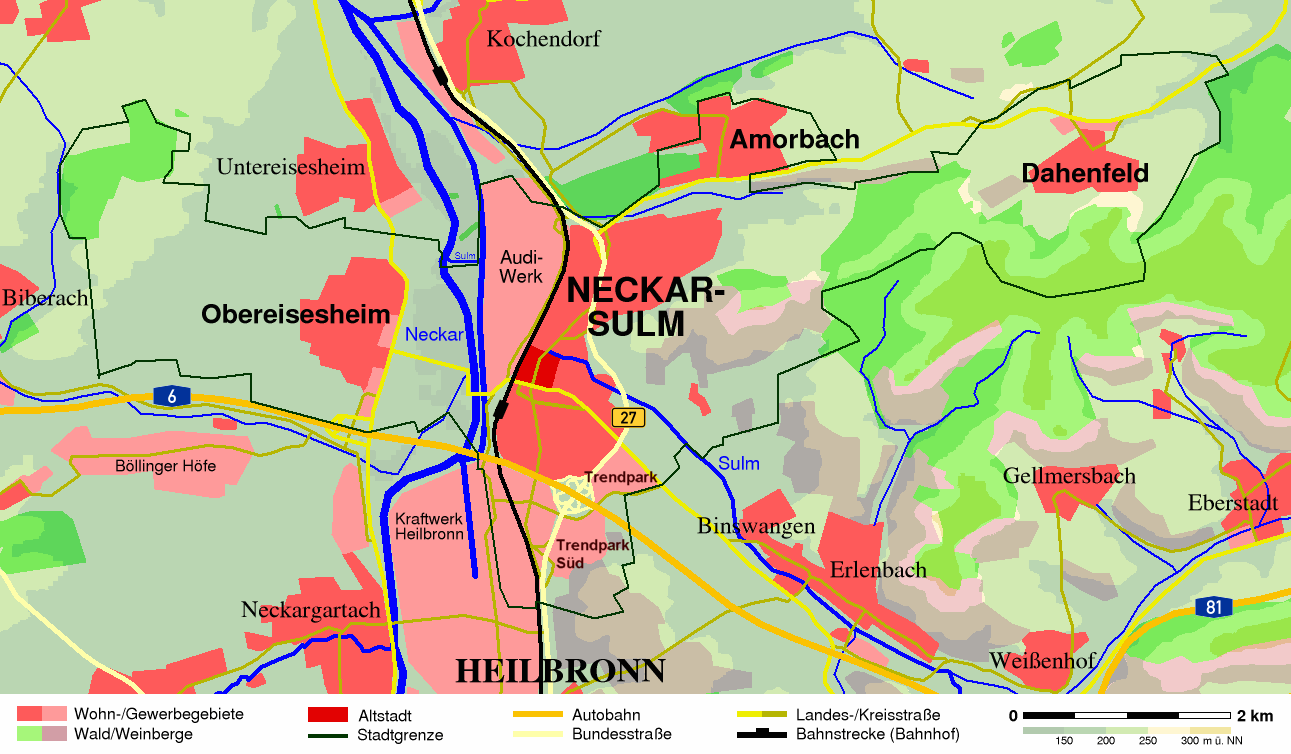
Amorbach – die Bundesmustersiedlung – liegt nordöstlich von Neckarsulm

Zur Bundesmustersiedlung wurde am 27. Oktober 1953 die ab 1. Mai 1953 neu gebaute Siedlung Amorbach durch den Sprecher des Bundeswohnungsministeriums Breitmeyer erklärt.

## Entstehungsgeschichte
Bereits ab Mai 1949 stellte das Landratsamt Heilbronn Überlegungen für eine größere Siedlung mit zentraler Lage zu den Städten Heilbronn und Neckarsulm an. 1950 hatte der Landkreis Heilbronn 139.332 Einwohner, darunter 20.840 Heimatvertriebene. Die Vertriebenen waren zum überwiegenden Teil in kleineren Gemeinden des Landkreises untergebracht. Das Problem war, dass viele Arbeitnehmer über längere Strecken zu ihren Arbeitsplätzen nach Heilbronn und Neckarsulm pendeln mussten. Im September 1950 waren das 14.800 Pendler (Alt- und Neubürger).
Deshalb wurde ab Mai 1951 im Neckarsulmer Gemeinderat über die Bebauung des Geländes im Amorbacher Feld diskutiert. Nach zahlreichen Diskussionen fiel am 3. Juni 1952 die Entscheidung für den Bau des neuen Stadtteils Amorbach. Am 26. August 1952 kaufte die Stadt von der Württembergischen Forstdirektion ein etwa 20 Hektar großes Gelände im Amorbacher Feld, das zum Teil auf den Markungen Oedheim und Friedrichshall lag. Der Stuttgarter Architekt Helmut Erdle, der den Planungswettbewerb gewonnen hatte, wurde am 29. August 1952 mit dem endgültigen Entwurf beauftragt.
Ab März 1953 begannen die Erschließungsarbeiten (Straßenbau, Verlegung von Wasserleitungen), und am 1. Mai 1953 wurde der erste Spatenstich durch den damaligen Innenminister Baden-Württembergs Fritz Ulrich durchgeführt. Im ersten Bauabschnitt wurden ab Mai 1953 insgesamt 543 Wohnungen durch vier große Baugenossenschaften errichtet. Im Einzelnen wurden gebaut:
- 105 Wohnungen durch die Heimstättengenossenschaft Neckarsulm
- 124 durch das Siedlungswerk der Diözese Rottenburg-Stuttgart
- 135 Wohnungen durch die Gemeinnützige Siedlungsgesellschaft des Hilfswerks der Evangelischen Kirchen Deutschlands, Stuttgart und
- 179 Wohnungen und acht Ladengeschäfte durch die gemeinnützige Württembergische Wohnungsgesellschaft Stuttgart

Ab März 1954 wurden im zweiten Bauabschnitt weitere 239 Wohnungen wiederum durch vier Baugenossenschaften errichtet:
- 119 Erwerbshäuser und 17 Mietwohnungen durch die Gemeinnützige Genossenschaft der Eigenbewohner Stuttgart
- 38 Erwerbshäuser durch die Heimstättengenossenschaft Neckarsulm
- 40 Mietwohnungen durch die „Selbsthilfe“, Gemeinnützige Siedlungs- und Wohnungsbaugenossenschaft für Heimatvertriebene und Geschädigte Stuttgart und
- 30 Mietwohnungen (Hochhaus) durch die Gemeinnützige Württembergische Wohnungsgesellschaft Stuttgart

Das heutige Alt-Amorbach wurde am 24. September 1955 feierlich eingeweiht.

## Bedeutung der Bundesmustersiedlung

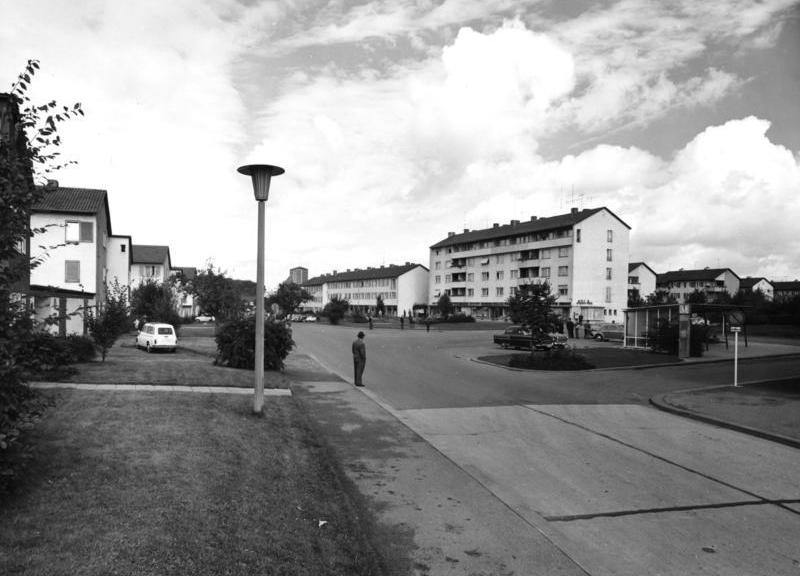
Amorbach in der Nähe des Ortseinganges (Amorbacher Straße), 1961

Die neue Siedlung im Amorbacher Feld wurde mit dem Ziel gebaut, die Wohnungsnot nach dem Zweiten Weltkrieg zu lindern und Pendlern sowie Vertriebenen eine neue Heimat zu bieten. Es wurde dabei als günstig betrachtet, dass man das Gebiet in einem Zug überbauen konnte. Beim Richtfest für die Wohnungen des ersten Bauabschnittes am 27. Oktober 1953 erklärte der Sprecher des Bundeswohnungsministeriums Breitmeyer die Siedlung zum „Versuchsbauvorhaben des Bundes“ und damit zur Bundesmustersiedlung. Seine Begründung war, „sie werde wertvolle Erkenntnisse in architektonischer und bautechnischer Hinsicht bringen“.
Die Siedlung war durch den Architekten Helmut Erdle von Anfang an nicht als Siedlung, sondern als kleine Stadt konzipiert worden. Der neue Stadtteil wurde mit allen notwendigen Einrichtungen in Form eines großen „T“ angeordnet. Den Querbalken bilden in Ost-West-Richtung die Schule mit Turnhalle, ein Kindergarten, eine katholische und eine evangelische Kirche. In Nord-Süd-Richtung verläuft eine Geschäftsstraße, die „Amorbacher Straße“, mit allen wichtigen Versorgungseinrichtungen.
Der Bau dieser Mustersiedlung war nach den neuesten Erfahrungen und Erkenntnissen des Bauwesens vorgenommen worden, sodass sich bereits ab Mitte 1953 Interessenten aus der ganzen Bundesrepublik diese neue – im Entstehen begriffene – Siedlung anschauten.